# Mutěnice (district de Strakonice)
Pour les articles homonymes, voir Mutěnice.
Mutěnice (en allemand : Muttenitz) est une commune du district de Strakonice, dans la région de Bohême-du-Sud, en République tchèque. Sa population s'élevait à 255 habitants en 2020.

## Géographie
Mutěnice est arrosée par la Volyňka, un affluent de l'Otava, et se trouve à 3 km au sud-ouest du centre de Strakonice et fait partie de son agglomération, à 52 km au nord-ouest de České Budějovice et à 101 km au sud-sud-ouest de Prague.
La commune est limitée par Strakonice au nord-ouest, au nord et au nord-est, par Radošovice au sud-est et par Sousedovice au sud-ouest.

## Histoire
La première mention écrite du village date de 1243.

## Galerie

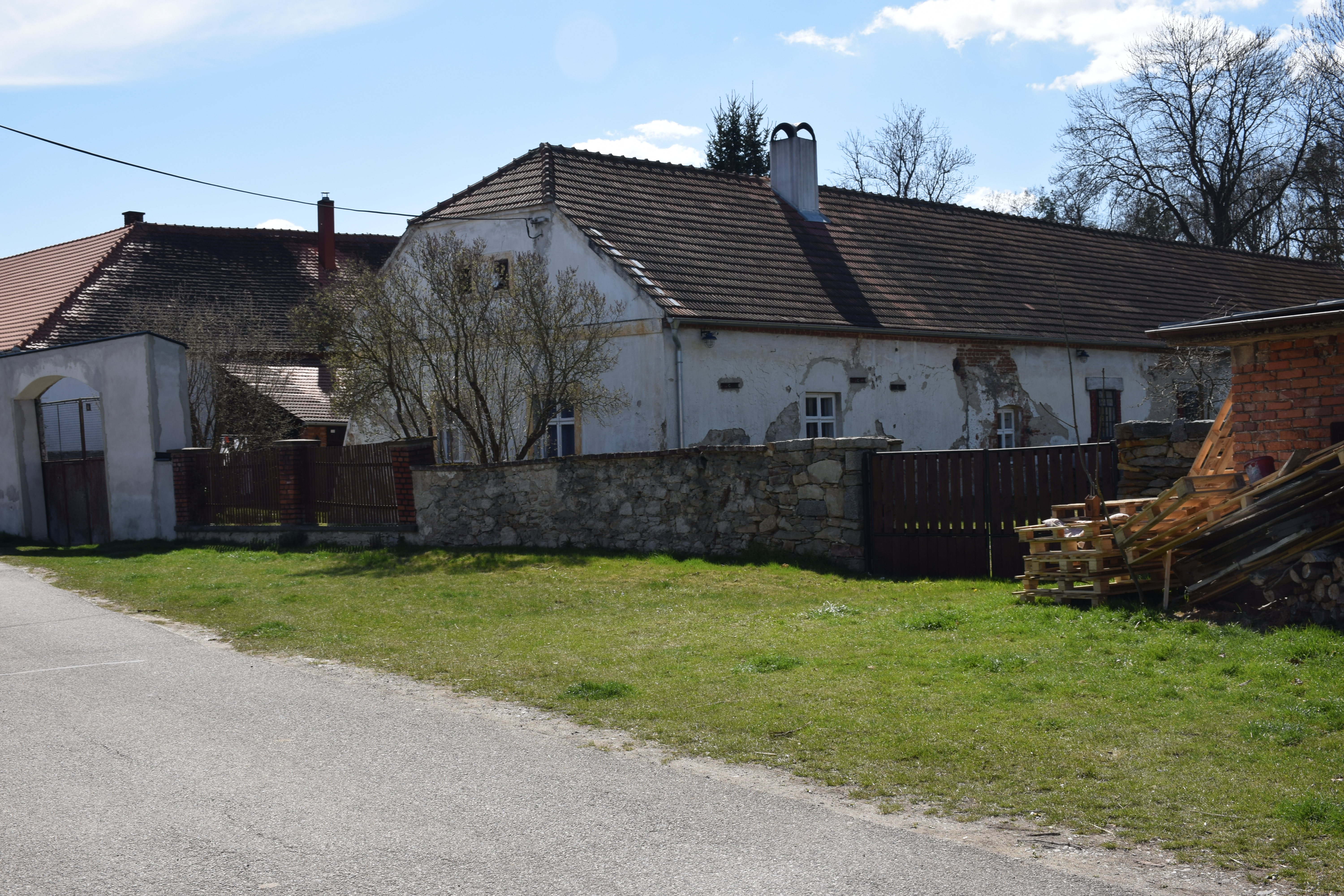
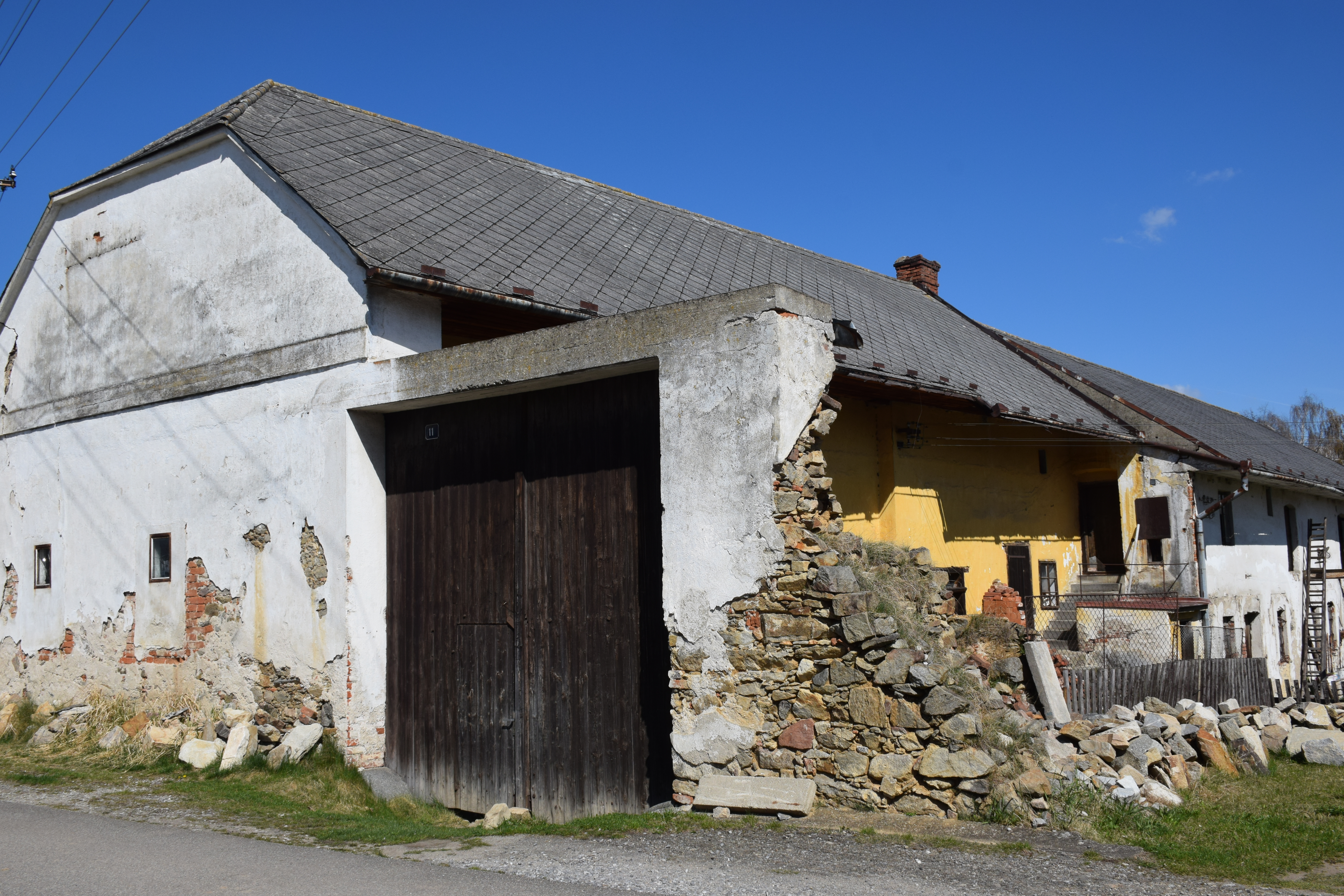
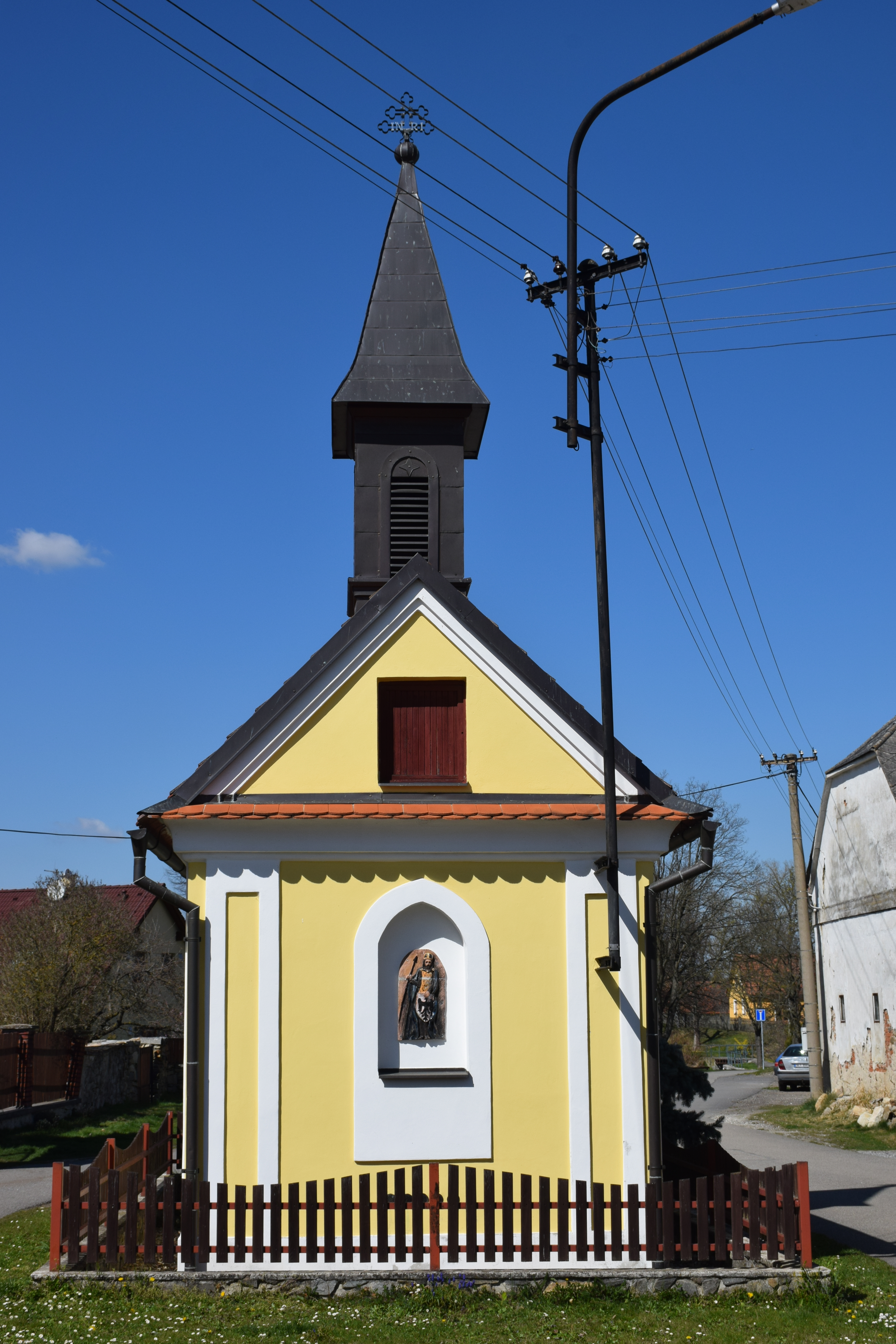